# Enicospilus eurygnathus
Enicospilus eurygnathus là một loài tò vò trong họ Ichneumonidae.